# 발열 반응

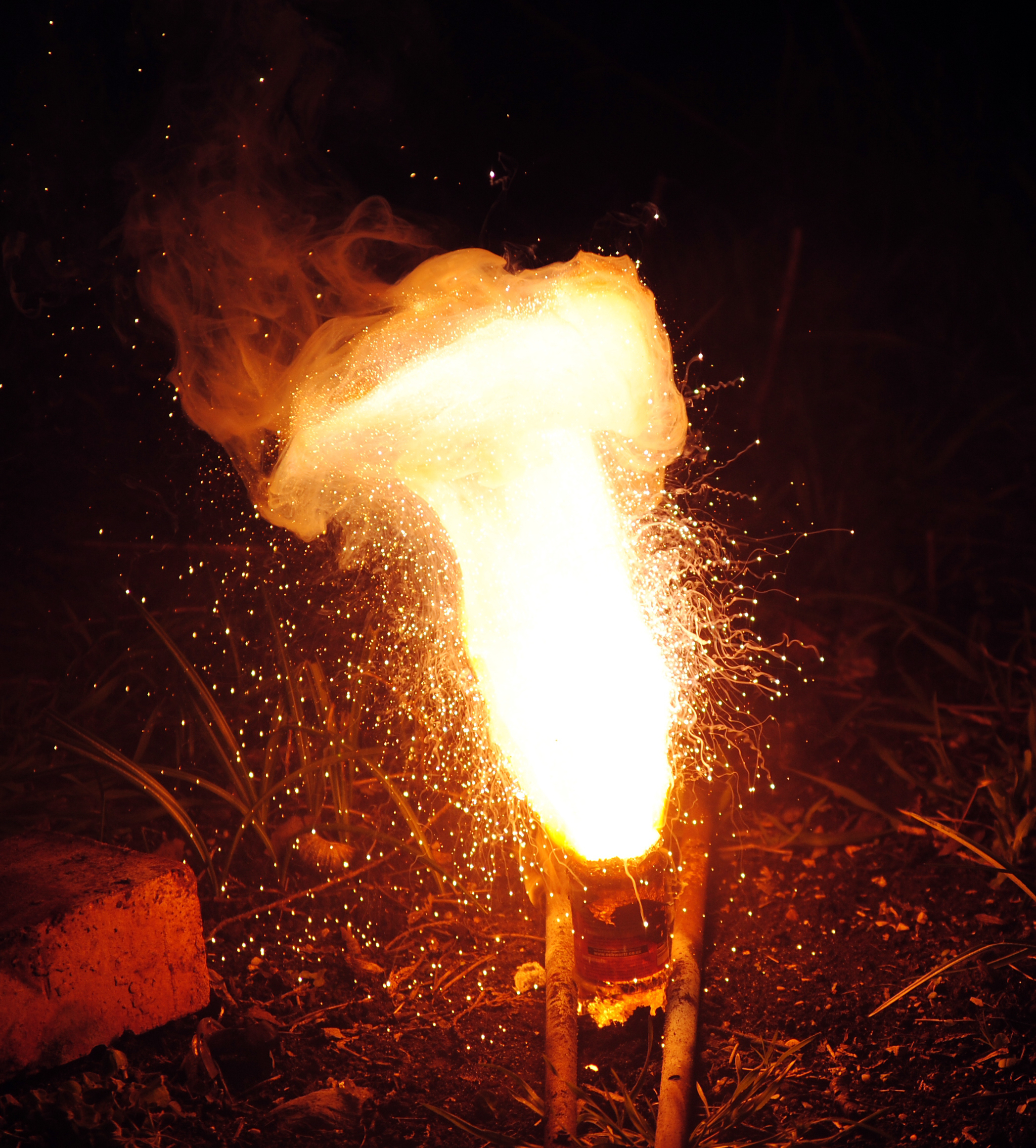

발열 반응(發熱反應, 영어: exothermic reaction)은 화학의 반응 과정에서 계가 열을 방출하는 반응으로, 반대되는 개념은 흡열 반응이다. 발열 반응을 통해 계는 엔탈피의 형태로 열을 주위로 방출하며, 주위는 엔탈피의 형태로 열을 얻게 된다. 여러번 사용하는 손난로에서 티오황산나트륨이 과포화 상태에서 고체로 응고할 때 생성되는 열이 이러한 발열 반응으로서, 대표적인 발열 반응에는 기체가 액체로 응축될 때 발생되는 액화열, 액체가 고체로 굳어질 때 발생되는 응고열, 산과 염기의 반응을 통한 중화열, 연소 반응, 금속과 산의 산화-환원 반응 등 다수의 실온 내 반응이 포함된다. 예) 손난로를 흔들면 철가루와 산소가 결합해 따뜻해진다.

## 같이 보기
- 흡열 반응
- 화학 반응